# Nobreza austríaca

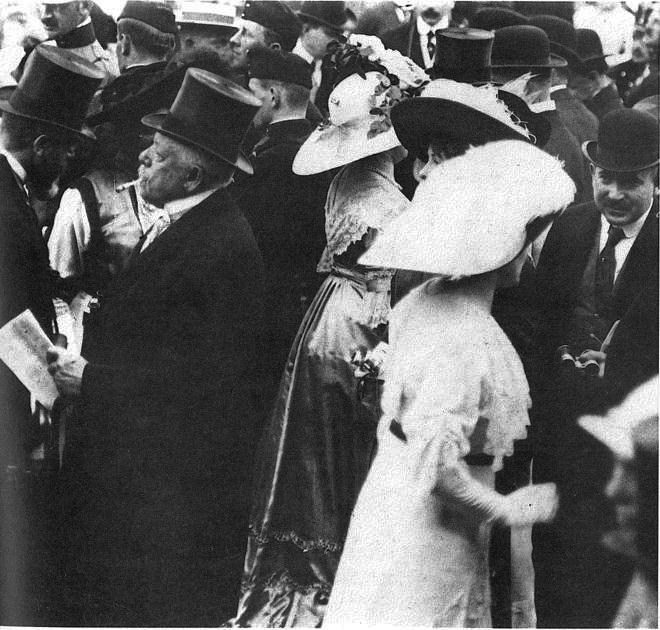
A alta sociedade no Hipódromo Freudenau por volta de 1900. Estes eventos eram muito populares e serviam para cuidar das relações sociais.

A nobreza austríaca (em alemão:  österreichischer Adel) é um grupo de status que foi oficialmente abolido em 1919, após a queda da Império Austro-Húngaro. Os nobres são ainda parte da sociedade austríaca de hoje, mas eles não retêm qualquer privilégio ou reconhecimento oficial. O sistema de nobreza austríaco foi muito semelhante ao da Alemanha (veja nobreza alemã), como ambos os países fizeram parte do Sacro Império Romano-Germânico (962-1806).
Qualquer nobre das terras governadas pelos Habsburgos, em função de sua fidelidade à dinastia e ao Imperador Romano-Germânico era considerado parte da Áustria e de sua aristocracia. Isso se aplicava a qualquer nobre da Boêmia, da Hungria, da Polonia, da Croacia e demais domínios dos Habsburgo. A tentativa de diferenciar entre as etnias pode ser difícil, especialmente durante as eras do Sacro Império e da Monarquia Austro-húngara (1867-1918). Um nobre da Galiza, por exemplo, poderia ser considerado simultaneamente membro das nobrezas polonesa e austríaca.
Duas categorias podem ser distinguidas dentre a nobreza austríaca: a nobreza histórica que vivia nos territórios do Império dos Habsburgos e que devia lealdade ao Chefe da Dinastia até 1918, e, após 1918, os descendentes da nobreza austríaca. Quanto a esse último grupo, faz-se distinção ainda dentre aqueles que conservam a cidadania austríaca e cuja família originalmente vem da Áustria propriamente dita, do Tirol do Sul e da região de Burgenland; e aqueles que foram sublimados em qualquer ponto sob o governo dos Habsburgos e se identificam como pertencentes ao grupo.

## História

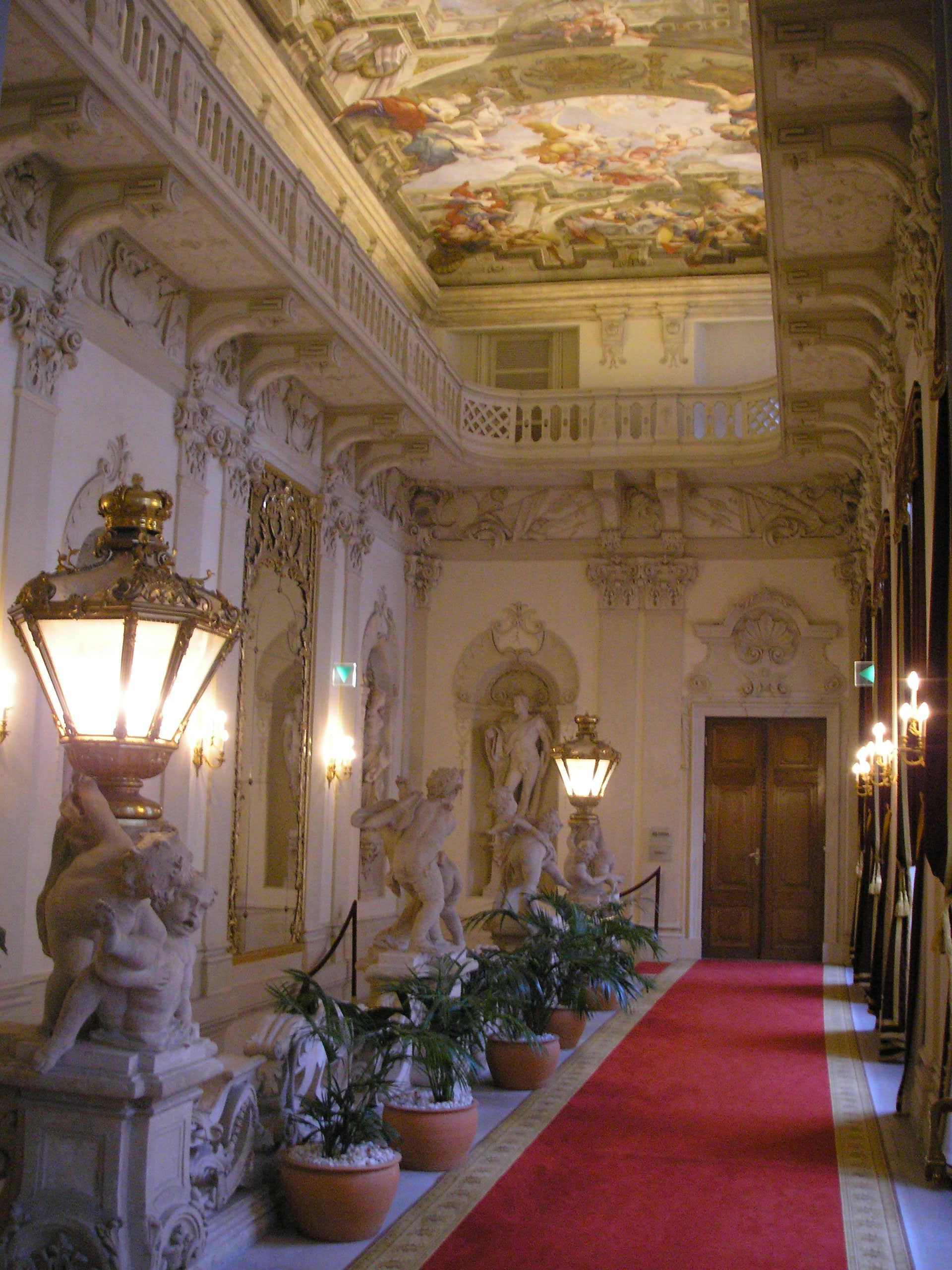
Durante o barroco, a nobreza começou a mover-se para as cidades e construíram suntuosos palácios. O Palácio Kinsky, em Viena, pertencente à principesca família de Kinsky, é uma das mais notáveis peças.

A partir de 1453, o Arquiduque da Áustria tinha o direito de conceder títulos e postos a não-nobres, como fez o Arcebispo de Salzburgo, já que Salzburgo, continuava a ser um território independente. Além disso o Imperador Romano-Germânico (posição cujo ocupante foi na maior parte das vezes Arquiduque da Áustria (da Casa dos Habsburgos) a partir de 1438 a 1806), apenas alguns governantes territoriais dentro do Império tinha esse direito. Na era do absolutismo, a nobreza que residia nas cidades, lentamente, transformou-se numa nobreza (Hofadel) cortesã . Servir na corte tornou-se o principal objetivo da nobreza. Este por sua vez, iniciou um interesse na educação e os interesses da corte. Dentro de corte, perto do círculo interno, chamado a 100 Familien (100 famílias), possuía enormes riquezas e terras. Eles também tiveram grande influência na corte, e, portanto, tiveram um papel importante na política e na diplomacia.
Após o fim do Sacro Império Romano-Germânico, em 1806, os governantes Habsburgos, que foram Imperadores da Áustria desde 1804, continuaram a elevar indivíduos à nobreza até 1918. Algumas das famílias nobres obtiveram o direito de ser assentados na Herrenhaus (Casa dos Lordes), a casa superior do Reichsrat (Conselho Imperial). Nobres anteriormente soberanos, tais como aqueles no norte da Itália (Veneza, Mântua, Milão) também foram reconhecidos pelas autoridades e foram autorizados a manter os seus títulos e direitos.

### Burgenland
No antigo status de nobreza em Burgenland, que era parte do Reino da Hungria até 1921, consulte a nobreza húngara.

### Nobres judeus
Algumas pessoas muito ricas de famílias judias foram enobrecidos após o Toleranzedikt vom 1782 (Edito de Tolerância (1782)) decretado pelo imperador José II. Sob este Edito muito Judeus ricos, banqueiros, e, mais tarde, empresários e industriais alguns deles da Corte de Judeus;também poderiam ser enobrecidos por seus serviços.
Os judeus tinham sido enobrecidos principalmente com nenhum título de nobreza ou com um ranking inferior, tais como Freiherr (barão) ou Ritter (cavaleiro). As poucas famílias judias elevadas para a nobreza não precisavam renegar a sua fé, mas algumas famílias se converteram ao cristianismo a fim de serem mais aceitos. Embora a elevação à nobreza significasse o reconhecimento cívico de contribuições e de serviços, e implicou um aumento do status social, não alterara o fato de que os judeus eram, para a maioria. "tolerada" na melhor das hipóteses. Judeus não podiam escolher livremente o local e a duração da sua estada e tinham regularmente que pedir permissão de autoridades. Isso colocou um enorme fardo sobre famílias judias; se o chefe da família morresse, todos os seus parentes tinham que deixar a cidade. O direito de compra de imóveis era proibido aos judeus, mesmo aos que pertenciam à nobreza. Este regulamento esteve em uso até 1860, quando foi abolida pelo imperador Francisco José I; quando os cidadãos judeus receberam a igualdade de direitos. Quando o banqueiro e protetor das artes Karl Raymund Wetzlar von Plankenstern foi agraciado como um Reichsfreiherr ("Barão do Império") pela imperatriz Imperatriz Maria Teresa, ele se converteu ao catolicismo, enquanto ainda jovem. Sua mansão em Viena foi um centro de artes plásticas e ele foi um grande amigo de Wolfgang Amadeus Mozart, como seu filho Alexandre, foi de Ludwig van Beethoven.
Apesar destas dificuldades, em 1821 havia pelo menos onze nobres famílias judias vivendo em Viena: Rothschild, Arnstein, Eskeles, Gomperz, Kuffner, Lieben, Auspitz, Schey von Koromla, Todesco, Wertheimstein, e Wiernes. A elevação de judeus ricos à nobreza também iniciou o processo de assimilação de famílias judias na classe superior austríaca.

## Abolição da nobreza em 1919
A seguir o Habsburgergesetz de 1919 ("Lei Habsburgo"), que legalmente destronou, exilou e confiscou as propriedades da família imperial dos Habsburgos, o Adelsaufhebungsgesetz de 1919 (a "Lei sobre a Abolição da Nobreza") aboliu a nobreza, bem como todos os privilégios dos nobres, títulos e nomes na Áustria. Em outras Monarquias da Europa, as famílias nobres austríacas podem utilizar os seus títulos de nobreza, bem como as partículas aristocráticas, tais como von e zu em seus nomes e eles ainda mantêm o status de nobre. Por exemplo, o nome do herdeiro do trono do Império Austro-húngaro tornou-se, na Áustria, simplesmente Carlos de Habsburgo-Lorena, em vez de Karl von Habsburg, na Bélgica, no entanto, ele é conhecido como o Arquiduque Carlos da Áustria.
Às vezes, isso pode ser confuso, como descendentes dos nobres que são chamados, às vezes são referidos com o seus nomes do estrangeiro. Além disso, membros de famílias nobres, muitas vezes, mantêm múltiplas cidadanias, como foi o caso de Otto von Habsburg (filho mais velho de Carlos I da Áustria, último imperador da Áustria-Hungria, e pai de Karl Habsburg-Lothringen), que também era cidadão da Alemanha. A lei austríaca não se aplica aos artistas, ou nome artístico, onde von é por vezes utilizado, como no caso do maestro Herbert von Karajan ou o músico Hubert von Goisern. No entanto, a  nomes artísticos nunca são reconhecidos para fins oficiais.
Os membros da pequena nobreza, especialmente (como funcionários públicos) acham radical a abolição, sendo degradante e humilhante, de trabalhar duro e, finalmente, ganhar um título nobre que era uma maneira para que eles e suas famílias para ascender socialmente. Os membros da grande nobreza foram capazes de absorver a abolição formal mais facilmente. Eles perderam os seus títulos e privilégios, mas mantiveram-se socialmente de pé e as suas riquezas. Presidente Federal Michael Hainisch opinou sobre a abolição oficial:[carece de fontes?]
| “ | ...infantilidade, porque não afetou àqueles que os detinham. Eu conversei uma vez com a inteligentíssima princesa Fanny Starhemberg sobre isso. "Para nós," ela disse, "a abolição oficial é bastante irrelevante, porque com ou sem os títulos, nós sempre seremos os Starhembergs." | ” |

A lei da abolição dos títulos da nobreza nunca foi revogada, mesmo durante o período de austrofascismo (1934-1938). Depois do Anschluss na a Alemanha Nazista (1938-1945), esta lei permaneceu em vigor, embora não tenha sido imposta, permitindo que os nobres austríacos utilizassem seus títulos, embora sem qualquer autoridade formal.
Embora os títulos de nobreza e as partículas von e zu não sejam legais, algumas pessoas ainda são chamadas, não oficialmente, por seus títulos. Por exemplo, Karl Schwarzenberg ocasionalmente ainda é referido como Fürst zu Schwarzenberg ("Príncipe zu Schwarzenberg") na mídia. Ele possui cidadania suíça e checa, não a austríaca.
Ao contrário da nobreza da Boêmia (atual Checoslováquia), da Polônia, da Rússia, ou de ex-territórios prussianos, a nobreza austríaca nunca teve suas terras e riquezas confiscadas na Áustria (exceto os Habsburgos, que tiveram suas propriedades legalmente apreendidos pelo governo republicano, em 1919). Medidas sociais foram introduzidas pelo governo republicano, a fim de criar uma maior igualdade entre os cidadãos e financiar projetos públicos, que exercem pressão sobre as terras tradicionais holdingsda nobreza e da aristocracia, resultando na venda forçada de muitos palácios e terras, devido à despesa de sua manutenção. No entanto, não houve nenhuma medida do governo especificamente para atingir a nobreza e tirar suas posses.
Ainda hoje a os membros da nobreza são, no entanto, tratadas de forma ligeiramente diferente de outros cidadãos. A nobreza austríaca ainda é retratada em muitos filmes feitos depois da Segunda Guerra Mundial (por exemplo, Sissi e O Som da Música), e é ainda apresentada na mídia e na literatura. Os eventos sociais da nobreza, ainda são amplamente coberta em tabloides. Além disso, a lei é muitas vezes descumpridas em ocasiões em que membros da nobreza são abordadas em vários eventos: Na anual festa de aniversário do imperador Francisco José I, em Bad Ischl, por exemplo, membros da antiga Casa de Habsburgo são tratados como "Alteza Imperial e Real".
Além da proibição de seus títulos, alguns ex-nobres ainda compõem algumas das famílias mais ricas na Áustria, tais como o Esterházy, Mayr-Melnhof e Mautner-Markhof. Muitos membros da nobreza austríaca hoje trabalha em tradicionais áreas da diplomacia, política, negócios e interesses financeiros, ou são filantropos ou socialites.
Estima-se que havia cerca de 20 000nobres austríacos em 2005. Naquele ano, uma associação foi fundada, a Vereinigung der Edelleute em Österreich (Associação dos Nobres Austríacos, V. E. Ö.), o que se vê a si mesmo como o sucessor da Vereinigung katholischer Edelleute em Österreich (Associação Católica dos Nobres Austríacos, V. E. Ö.), fundado em 1922, mas proibida pelos nazistas em 1938. Até recentemente, todas as várias tentativas de reavivamento foram bloqueados pelas autoridades governamentais.

## Títulos de nobreza
Na áustria, a nobreza foi dividida em três categorias: a  nobreza  mediatizada;  (standesherrlicht), a  alta nobreza  (hoher Adel), e a  pequena nobreza (niederer Adel):

### Membros não-governantes da Família Imperial
Membros não-governantes da Família Imperial e seus diversos títulos:
- A esposa do imperador (cáiser) detinha o título de Imperador (kaiser) e era tratada como Sua Majestade Imperial.
- Agnatos da família imperial e seus herdeiros e esposas eram autorizados utilizar o título de arquiduque/arquiduquesa (Erzherzog/Erzherzogin) com o estilo Alteza Imperial e Real(Kaiserliche und königliche Hoheit).

Casamentos morganáticos descendentes da família imperial foram excluídos da linha de sucessão, mas, por vezes, podiam receber pequenos títulos nobres, em vez das prerrogativas reais, por exemplo:
- O príncipe von Hohenberg, mais tarde agraciada como Duque (Herzog) e o estilo de Alteza (Hoheit)
- O príncipe von Montenuovo
- Marquês von Burgau
- Conde von Meran

### Títulos de nobreza mediatizada
(Títulos em português com equivalentes em alemão)
- Príncipe/Princesa do Sacro Império Romano (Reichsfürst/Reichsfürstin)1
- Conde/Condessa Imperial (Reichsgraf/Reichsgräfin)

↑1↑1  Um título com o prefixo Reichs- indica ser concedida por um ex-Sacro Imperador Romano, um ranking mais alto do que outros títulos da mesma ou de maior classificação.

### Títulos da alta nobreza
(Títulos em português com equivalentes em alemão)
- Príncipe/Princesa (Fürst/Fürstin)
- Conde/Condessa (Graf/Gräfin)

### Títulos da pequena nobreza
- Barão/Baronesa (Freiherr/Freiherr|Freifrau e Freiin)2
- Cavaleiro (Ritter) (sem versão feminina)
- Edler/Edle

↑2↑2  Em alemão, há uma distinção entre baronesa, uma Freifrau é uma uma baronesa pelo casamento e Freiin sendo uma baronesa por nascimento. A título de Ritter é equivalente ao britânico baronete (i.é., cavaleiro hereditário), e Edler significa "nobre".
O uso de partículas nobres, tais como as preposições "von", "zu", variações, tais como "vom", ou suas combinações ("von und zu"), comum até após a I Guerra Mundial (não-falantes de alemão da nobreza preferiu usar "de"), também foram banidos.
Abaixo é uma lista incompleta das famílias nobres austríacas, listados por ordem do título. Note-se que alguns membros de uma família, por vezes, foram determinados com mais títulos pelo imperador por causa do mérito. Títulos, estilos, e de direitos só poderiam ser atribuída pelo monarca. Em alguns casos, eles podem até ser revogada por causa da queda de favores.

#### Fürst/Fürstin(Príncipe/Princesa)
O estilo de tratamento foi geralmente "Alteza" (Durchlaucht) ou estilo inferior de "Principado de Graça" (Fürstliche Gnaden). Embora Herzog ("duque") seja, oficialmente, um título de nível superior que Fürst, o primeiro era raro na Áustria, exceto entre a realeza e nas casas mediatizadas. O título Principesco foi o de maior prestígio da nobreza austríaca, normalmente detidos pelos chefes de famílias, cujos cadetes eram geralmente condes/condessas, embora em alguns membros de famílias principesca mediatizadas (Reichsfürsten) foram autorizados a utilizar o mesmo título, como cadetes da realeza: Príncipe/Princesa (Prinz/Prinzessin) com o estilo da Alteza Sereníssima.
| Preposição | Nome original                  | Mais chamado                | Notas |
| ---------- | ------------------------------ | --------------------------- | --- |
| von        | Príncipe de Auersperg          |                             | |
|            | Batthyány-Strattmann           |                             | Os membros mais novos foram condes |
| von        | Clary und Aldringen            | Clary-Aldringen             | Os membros mais novos foram condes |
| von        | Collalto und San Salvatore     | Collalto                    | Os membros mais novos foram condes |
| von        | Colloredo-Mansfeld             | Colloredo-Mansfeld          | Os membros mais novos foram condes; o filho mais velho do Príncipe é Conde de Mansfeld; ver também Casa de Mansfeld |
| von        | Croÿ                           | Croÿ-(subline)              | Também conhecido como Croÿ-Dülmen, existem três ramos. Os chefes desta família são duques; Também usam a preposição de . |
| von        | Dietrichstein                  |                             | Tornou-se extinto primeiramente na linha masculina, recriado para o marido da herdeira; Os membros júniors desta família eram contagens "von Dietrichstein & Proskau-Leslie" (primeira família) então "Dietrichstein-Mensdorff-Pouilly" (segunda família) |
| von        | Eggenberg                      |                             | Se extinguiu primeiramente a linha masculina, as possessões boêmias passaram aos parentes masculinos os mais próximos através do casamento, da família de Schwarzenberg, e de possessões de Styrian igualmente à família de Herberstein.                  |
|            | Esterházy von Galántha         | Esterházy                   | Também Conde; também utilizam a preposição de |
|            | Festetics von Tolna            | Festetics                   | Também Conde; também utilizam a preposição de |
| zu         | Fürstenberg                    | Fürstenberg                 | Membros usam títulos fora da Áustria; Alguns usam a preposição von |
| von        | Grassalkovics                  | Grassalkovics               | extinto |
| von        | Hohenberg                      | Hohenberg                   | título de Fürst para todos os membros; elevado ao status ducal por primogenitura em 1917 |
| zu         | Hohenlohe                      | Hohenlohe-(subline)         | Esta família têm vários ramos |
| von        | Khevenhüller-Metsch            | Khevenhüller-Metsch         | Os membros mais novos foram contagens |
|            | Kinsky von Wchinitz und Tettau | Kinsky                      | Os membros mais novos foram contagens |
| von        | Koháry                         | Saxe-Coburg-Gotha-Koháry    | Também comital; Extinto em primeiro lugar na linha masculina, as posses passadas para Saxe-Coburg and Gotha ramo da família via casamento da herdeira do último príncipe                                                                                  |
| von        | Lichnowsky                     | Lichnowsky                  | |
| von        | Lobkowicz                      | Lobkowicz                   | |
| von und zu | Liechtenstein                  | Liechtenstein               | soberano desde 1719 |
| von        | Metternich-Winneburg           | Metternich                  | também usa a preposição de |
| von        | Montenuovo                     | Montenuovo                  | ver também Casa de Neipperg |
| zu         | Oettingen-Oettingen            |                             | Família com múltiplos ramos (Oettingen, Wallerstein & Spielberg) |
| von        | Orsini und Rosenberg           | Orsini-Rosenberg            | Membros mais novos viraram condes |
| von        | Rohan                          | Rohan                       | Chefe da família é Duque; utiliza a preposição de |
| zu         | Sayn-Wittgenstein              | Sayn-Wittgenstein-(subline) | Família com múltiplos ramos |
| von        | Schönburg                      | Schönburg-(subline)         | Família com múltiplos ramos (Hartenstein & Waldenburg); também condes |
| von        | Starhemberg                    | Starhemberg                 | Membros júniors são condes |
| zu         | Schwarzenberg                  | Schwarzenberg               | Chefe da Casa é também Conde de Sulz, Principesco Marquês em Klettgau e Duque de Krumlov |
| von        | Thun-Hohenstein                | Thun-Hohenstein             | Também Conde |
| von und zu | Trauttmansdorff-Weinsberg      | Trauttmansdorff-Weinsberg   | Também Conde |
| von        | Waldburg                       | Waldburg-(subline)          | família com múltiplos ramos; membros júniors são Condes |
| zu         | Windisch-Graetz                | Windisch-Graetz             | Também Windisch-Grätz |

#### Graf/Gräfin(Conde/Condessa)
Famílias condais mediatizadas muitas vezes têm direito ao estilo de "Alteza Ilustre" (Erlaucht). No ranking abaixo deles estavam as Famílias Condais de antiga linhagem, riqueza e influência, que foram reconhecidos como tal, na Áustria, mas não tinha sido Condes do Império (Reichsgrafen) antes de 1806; estas contagens de posição inferior têm o estilo de "Ilustríssimo" (Hochgeboren).

### Freiherr/Freifrau/Freiin(Barão/Baronesa)
Não havia nenhum estilo oficial, mas '"Gnädiger Herr ("Gracioso Senhor"), Gnädige Frau, ou Gnädiges Fräulein ("Gracioso da Senhora") foram as formas mais comuns de tratamento. Embora estritamente falado, o título é Freiherr, o uso de "Barão" na comunicação verbal e escrita era muito comum, mesmo se incorreto. O título Freiin também foi muitas vezes substituído por geborene (née) Baronin, que foi estritamente falando também incorreto uma vez que um Baronin teria sido para casados.
- Abele von Lilienberg
- Adamovich (de Csepin)
- (von) Arnstein
- Apfaltern
- (Arz von Straussenburg)
- (von) Augustin
- (von) Auspitz
- (von) Bach
- (von) Block
- Bakonyi
- (von) Baselli
- (Berger-Waldenegg)
- Berlakovich
- (von) Bibra
- (von Bienerth)
- Blomberg
- (von) Blumencron
- Chledowski (von) Pfaffenhofen
- (von Columbus)
- (von) Cornaro
- Cseszneky de Milvány
- Di Pauli von Treuheim
- (von) Drasche-Wartinberg
- Eötvös de Vásárosnamény
- (von) Eskeles
- (von) Ferstl
- Fraydt (von) Fraydenegg
- (von Fries)
- (von) Froelichsthal (or von Frölichsthal)
- (von Gagern)
- (von) Gomperz
- (von Ghetaldi-Gondola)
- (von) Haas
- (von) Hagenauer
- (von) Helfert
- (von) Hess
- (von Hofkirchen) extinto em 1692
- (von Isbary)
- (Jörger von Tollet) extinto em 1772
- (Janowsky von Janowitz und Klenau)
- (von Marguti)
- (Kalchegger von Kalchberg)
- (Kay von Bebenburg)
- (Kiß von Ittebe)
- (von) Kubinzky
- (von) Klimburg
- (von) Kuffner
- (Laube von Laubenfels)
- (von) Laudon
- (von) Leitenberger
- (Leonhardi)
- (von) Lieben
- (von) Ludwigstorff
- (von) Lütgendorff
- (von Manndorff zu Pfannhofen und Wissenau) Manndorff
- Matz von Spiegelfeld
- (Mayr von Melnhof) Mayr-Melnhof
- (von) Mens(s)hengen
- Milutinovich-Milovski
- von und zu Munding auf Stazen
- (Nadherny von Borutin)
- (Nagy von Töbör-Ethe)
- von Neszmery
- Obenaus von Felsöház
- O'CONNELL, MORITZ, Baron O'Connell
- (von) Oppenheimer
- ( Parish von Senftenberg)
- (von) Pereira-Arnstein (cf. Pereira, Arnstein)
- (von) Pfanzelter
- Anton von Poljak (Croatia)
- (von Prandau)
- (von Pucher) (zu Meggenhausen Reichenberg Kadau und Zwölfaxing)
- (von) Quiqueran-Beaujeu
- Reitzes
- (von) Reylander, normalmente com o título de Barão
- (von) Riefel
- von Ripperda
- (von) Rona
- (von ou de) Rothschild, normalmente como Barão
- (von) Ringhoffer
- (von) Scheer
- (von) Schey
- (von) Schneeburg
- (von) Schneeburg zu Salthaus
- Schmeltzern (von) Wildmannsek (veja Die Gothaischen Genalogischen Taschenbucher des Adels)
- (Schey von Koromla)
- (Sebottendorf von der Ronse)
- (von) Seiller
- (von) Silber
- (von) Sina
- (von Skrbensky)
- (von Schnehen)
- (von) Schmeltzern
- (von) Smeltzern zu Wildemannsek
- (von) Smeltzern Wildemannsek
- (von) Spaun
- (von) Staudach zu Freyenthurn und Ehrenegg
- (von) Sterzinger
- (von) Stipsicz de Ternova
- (zu) Stübing
- Sypniewski, Ritter von Odrowaz (1480)
- Thavonat-Thavon
- von Trautenegg
- Thyssen-Bornemisza de Kászon
- (von) Todesco
- (von) Turkovich
- Wadenstierna
- (Jäger von) Waldau
- (von) Waechter
- Wetzler von Plankenstern
- (Wagner von Wehrborn)
- (von Widmann)
- (von) Wiernes
- (von) Wildmannsek, Schmeltzern
- (von Weigelsperg)
- (von) Wertheim, normalmente com o título de "Barão"
- (von) Wertheimstein
- (von) Westenholz
- (Zeidler-Daublebsky von Sterneck)
- (von Zopf)

### Ritter(Cavaleiro)
Não havia nenhum estilo oficial, mas Gnädiger Herr era uma forma comum de se dirigir. O título era apenas para os homens; nenhuma versão feminina existia. Os membros femininos da família com o título Ritter , no entanto, estavam, muitas vezes, tratada como Edle von, o que estava incorreto, a menos que a família já carregasse a honra do Edler, antes de ser elevado à categoria Ritter.
- Bloch (von Brodnegg), enobrecido em 1915
- (von Brasseur)
- (von) Ephrussi
- (von) Epstein
- (von) Doderer
- (Friedmann, Ritter von) Prawy
- (von) Ghega
- von Graben von Stein
- (von Grumpenberger)
- (von) Gutmann
- (von Hauslab)
- (Hanisch von Greifenthal, Ritter von Reyl)
- (von Jurnitschek von Wehrstedt, Alfred, Ritter)[35]
- (Kamauff)
- (von) Karajan
- (von) Klinkosch
- (Korybut de Ostoja)
- (von Kriegelstein), carregava o título de Reichsritter assim como Edler von Sternfeld
- (La Rénotiere, Ritter von Kriegsfeld)
- (von Klaudy)
- (von Kriehuber)
- Lakhner von Lakhnern
- Launsky (von Tieffenthal)
- (von) Leeb
- (von) Mallmann
- (von) Wildemannsek, Schmeltzern
- (von) Maurer (também Mauerer)
- (Mautner von Markhof) Mautner-Markhof
- (von) Merkl
- (von Miller zu Aichholz) Miller-Aichholz
- (von) Mulwerth
- (von)
- (von) Nadherny, em tcheco/checo:  Nádherný
- (von Nahujowski)
- (von Neumann)
- (von Odrowaz) Polonês: Odrowąż
- (von) Pellendorf
- (von Premerstein)
- (Raus von Rausenbach) também: Príncipe Raus, Duque de Rausenbach (México, 1822)
- (von Rumpler)
- (von Schmelzing und Wernstein)
- (de) Schneider de Zajol (Zajoli Schneider/Zajoli Snajder)
- (Schönwies von) Schönowsky
- (von Schwarz)
- (Skrebeciowicz de Sielecki, ou von Sielecki) Sielecki
- (Stermich von Valcrociata ou von Kreuzenthal) de Stermich di Valcrociata: também como Edler von Valrociata ou von Kreuzenthal
- (von Sypniewski)
- (von) Trapp
- (von) Trautenegg
- de Weryha-Wysoczański
- (von) Winiwarter
- (von) Wessely, depois Freiherr

### Edler/Edle
O rank de Edler não levava um estilo oficial, mas Gnädiger Herr"' ou Gnädige Frau foram as formas mais comuns de tratamento.
- Beer von Schlatt auf Kürnburg
- (von) Eibenstein
- (Fedrigoni von Etschthal)
- (von Günner)
- (Hanisch von Greifenthal)
- Hofmann von Hofmannsthal
- (von) Holzmeister
- (von) Khol
- (von Korbuss)
- (Milutinowits von Gottesheim)
- (von) Mises
- (von Montalmar)
- (von Nespern)
- (Schallber von Schalberg)
- (von Schuppler)
- (Sepp von Seppenburg)
- (von Sternfeld), também como Reichsritter von Kriegelstein
- (von) Sypniewski, também "Barão Sypniewski"
- (von Tanzi)
- Tarbuk von Sensenhorst
- (von) Thurneyssen
- (von) Webenau
- (von) Weingartner
- Welzl von Wellenheim

### Erbsälzer
Este título pertencia aos patrícios da cidade livre de Werl, na Alemanha, que teve o hereditário (erb-) direito de explorar as minas próximas de sal (salz). Assim, este título não foi concedido na Áustria, mas apenas reconhecido lá.
- (von) Lilien
- (von) Papen

### Famílias não tituladas ou com status desconhecido
- (Anthony von Siegenfeld)
- (von) Adlgasser
- (Balog von Manko Bück)
- (von) Benda
- (von Berke)
- Bielka-Karlstreu
- (von Brenner)
- (von ou de) Chledowski
- (von) Doblhoff
- (Dobner von Dobenau)
- (von) Eidlitz
- (von) Einem
- (von Ernst)
- (Fenrich) Fenrich-Ochsenreitter
- (von Fischer)
- (Fischer von See)
- (Froschmayr von Scheiblenhof)
- (von Fürstenmühl)
- (von) Gaupp
- (von) Gauster-Filek
- (Gelb von Siegesstern)
- (von) Gera
- (von Göhausen)
- (von Greschke)
- (Grognet d'Orleans)
- (von Hellenau)
- (von) Holbein
- (von) Hornbostel
- Jakabffy (von Nemeshetes und Zaguzsen)
- (von Keren)
- (Korper von Marienwert)
- (von Lambort)
- (von) Lennkh
- (Levasori della Motta)
- (Lippich von Lindburg)
- (von) Lónyay (Conde húngaro Elémer Lónyay casado com a Arquiduquesa Stephanie, Viúva da Coroa Príncipe Rodolfo, e elevada a  príncipe (Fürst))
- (von Löwenthal-Linau)
- (von)
- Müller-Hartburg
- (von) Neumann
- (von) Ofenheim
- (von Pechmann)
- (von) Prausnitz
- (von Praxenthaler)
- (von Preradovic), em croata:  Preradović
- (von) Radak
- (von Remenyik), em húngaro:  Reményik
- (von) Rigel
- (von) Rottal
- (von) Saar
- (de) Saeger (since 1731)
- (de Schaller)
- Schiff (von Suvero)
- (von) Scholten
- (Schönburg-de Laserna)
- Schumacher (von Marienfrid)
- (von) Strachwitz (O alemão Franz Graf (Count) Strachwitz von Groß-Zauche und Camminetz Ganhou a cidadania austríaca sem ter que eliminar seu título ou o "von")
- (von Stremnitzberg)
- (Suchy von Weißenfeld)
- (Toscano dell Banner)
- von Tothfalussy
- (Tuschner von Hirschberg)
- (von Ürmenyi), em húngaro:  Ürményi
- (von Zepharovich, Zepharovich)
- (von) Zumbusch
- (Zeßner-Spitzenberg)

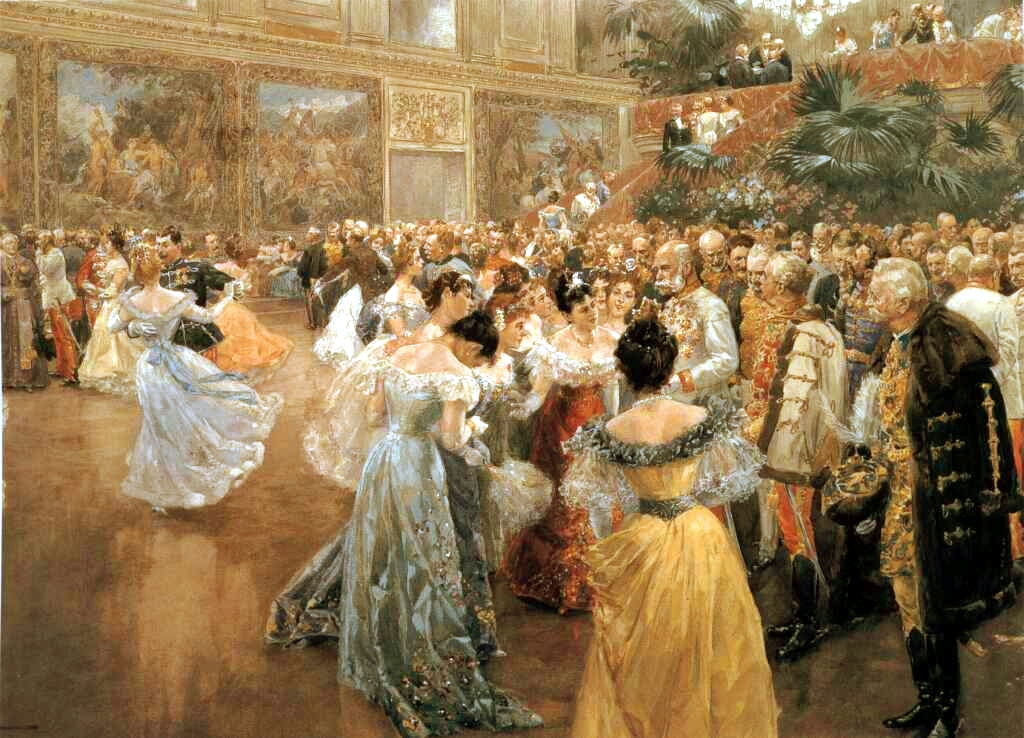
Aristocratas se reúnem em torno do Imperador Francisco José numa câmara do Palácio Imperial de Hofburg, pintado por Wilhelm Gause (1900).
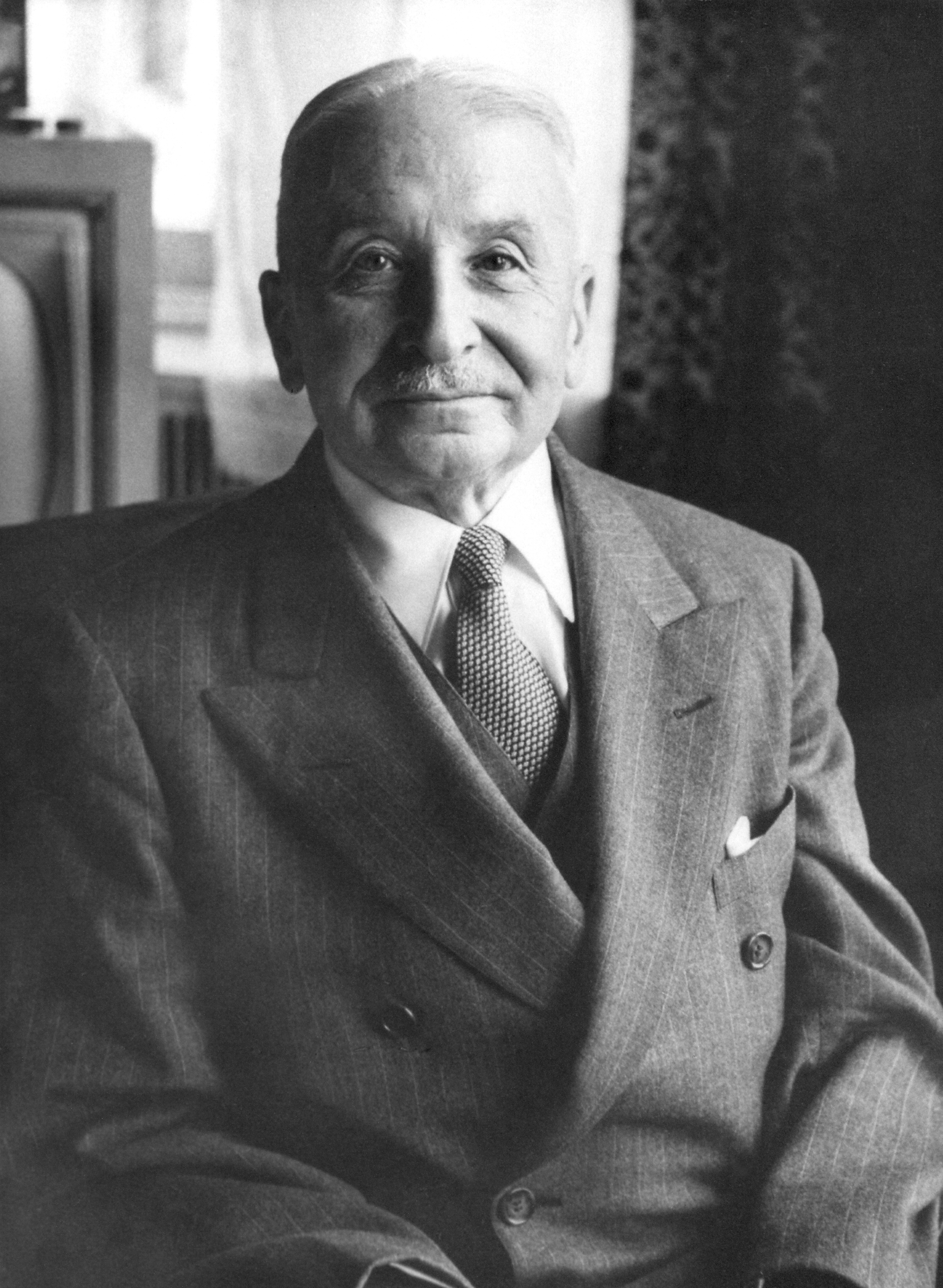
Ludwig Edler von Mises
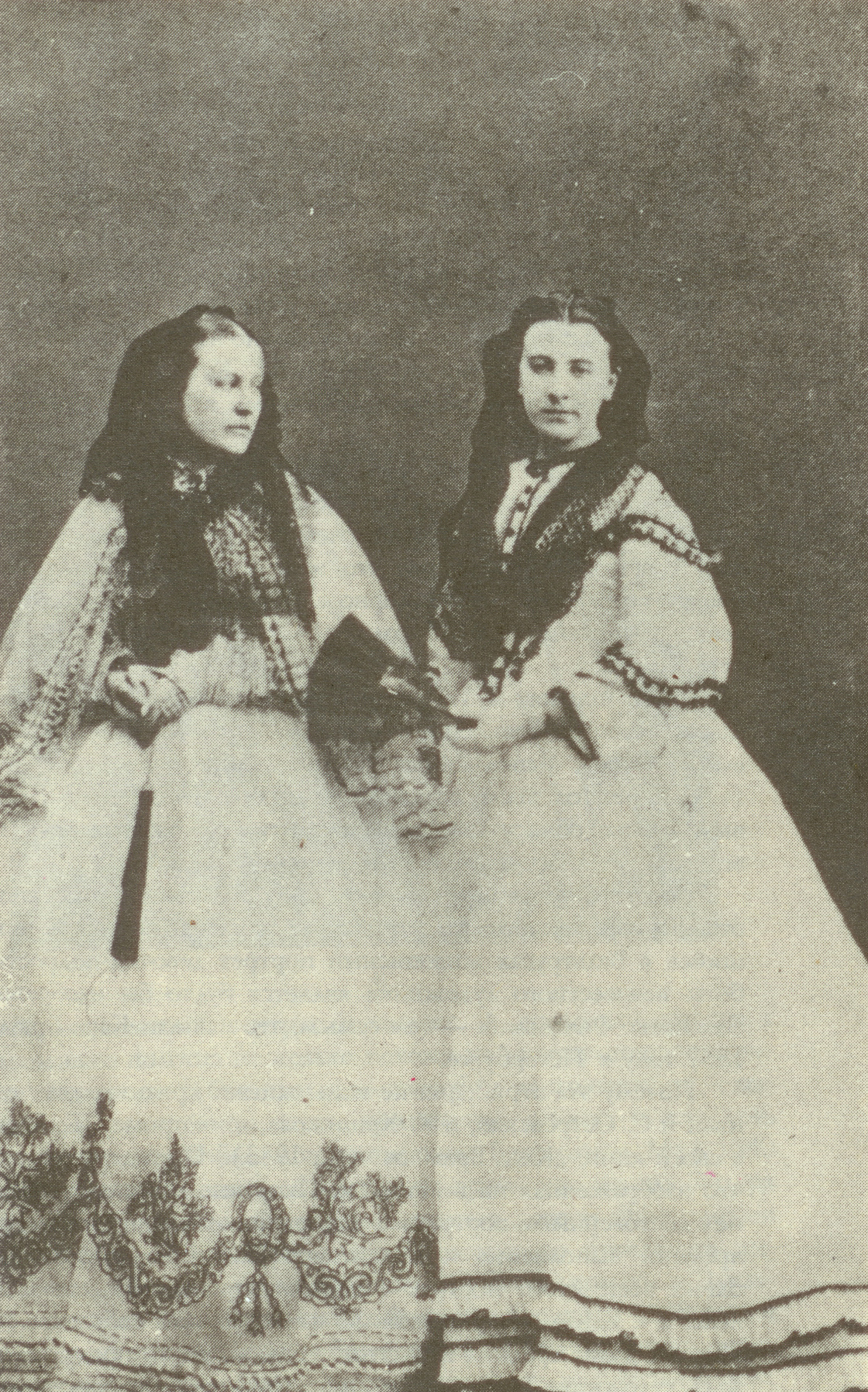
Elisabeth-Alexandrine de Ficquelmont, princesa von Clary-und-Aldringen e sua filha, Edmée, condessa de Robilant e Cereaglio
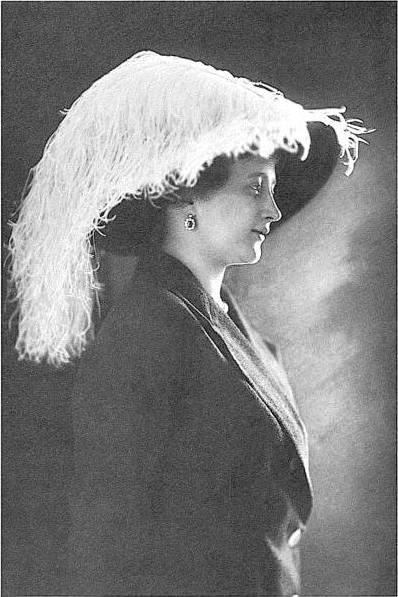
Condessa Isabella Esterházy de Galánta
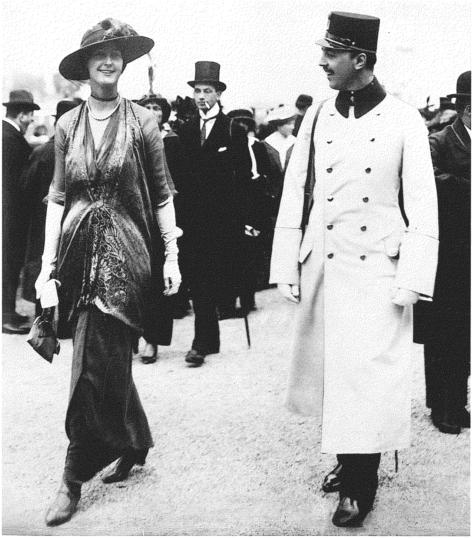
Condessa Draskovich com Príncipe Ferdinand von Auersperg
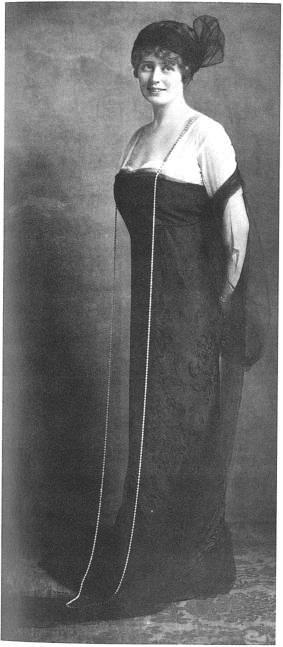
Uma jovem condessa fa família Schönborn
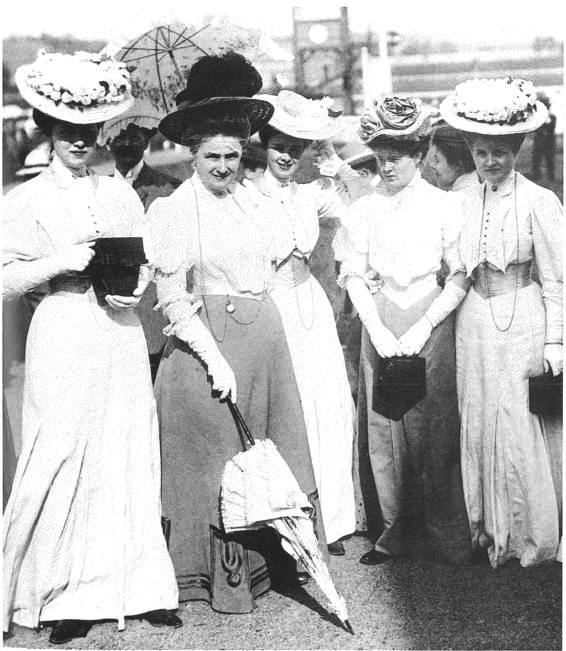
Condessa Marietta Silva-Tarouca com suas filhas
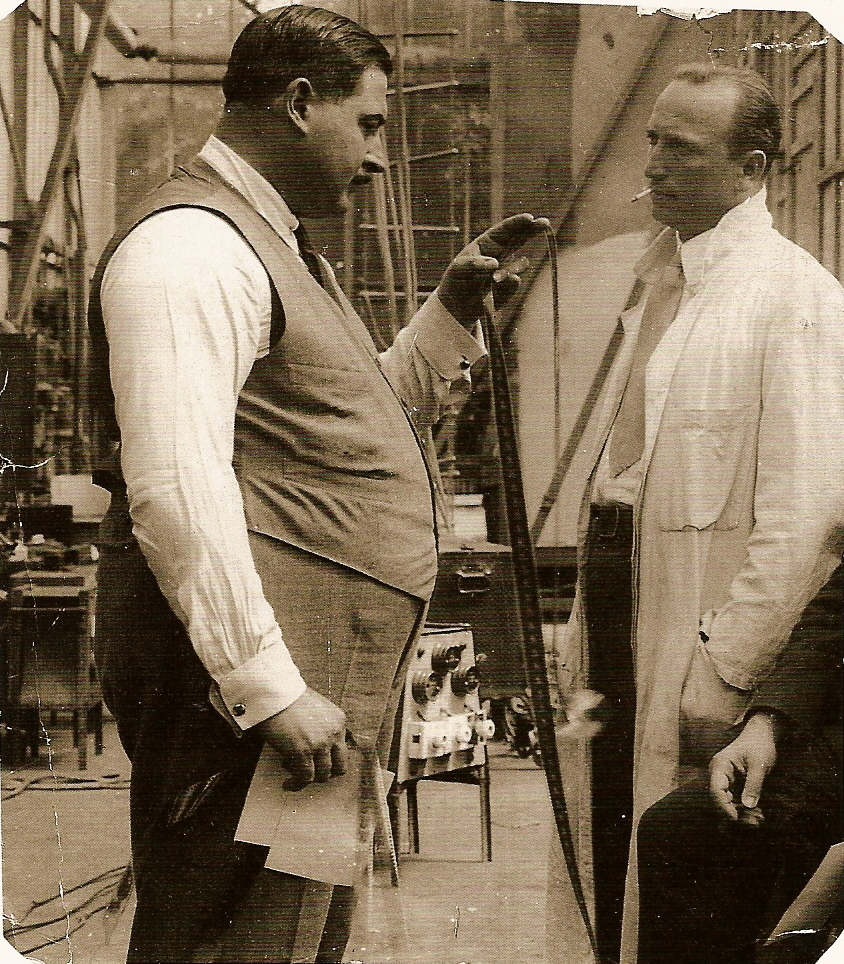
Conde Alexander Kolowrat
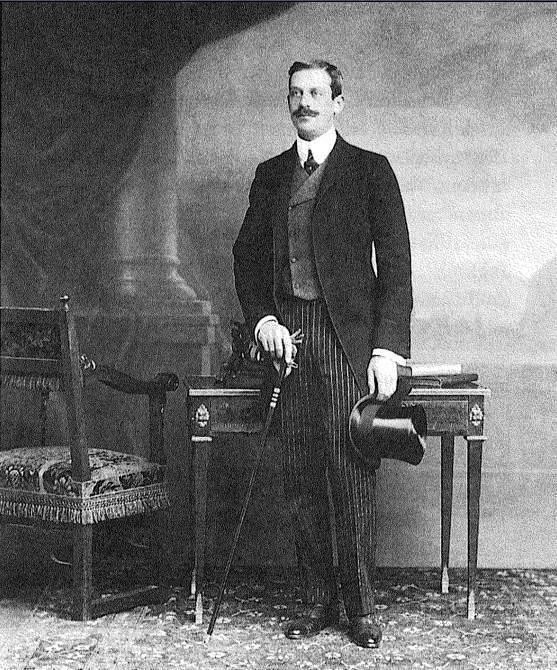
Alphonse von Rothschild
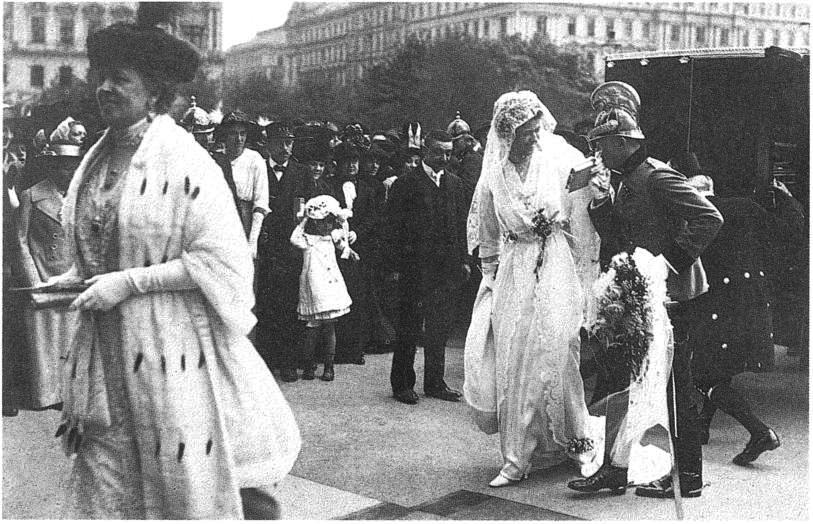
A condessa Clam-Gallas (esquerda,  usando um casaco de arminho) com a condessa Gabrielle Clam-Gallas e Adolf, Príncipe von Auersperg (casal à direita)
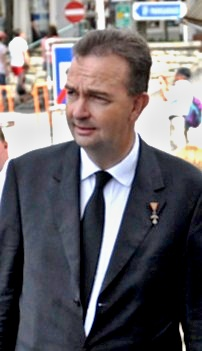
Arqueduquee Karl da Áustria, Príncipe Imperial da Áustria, Prince Real da Hungria, Croácia e Boêmia
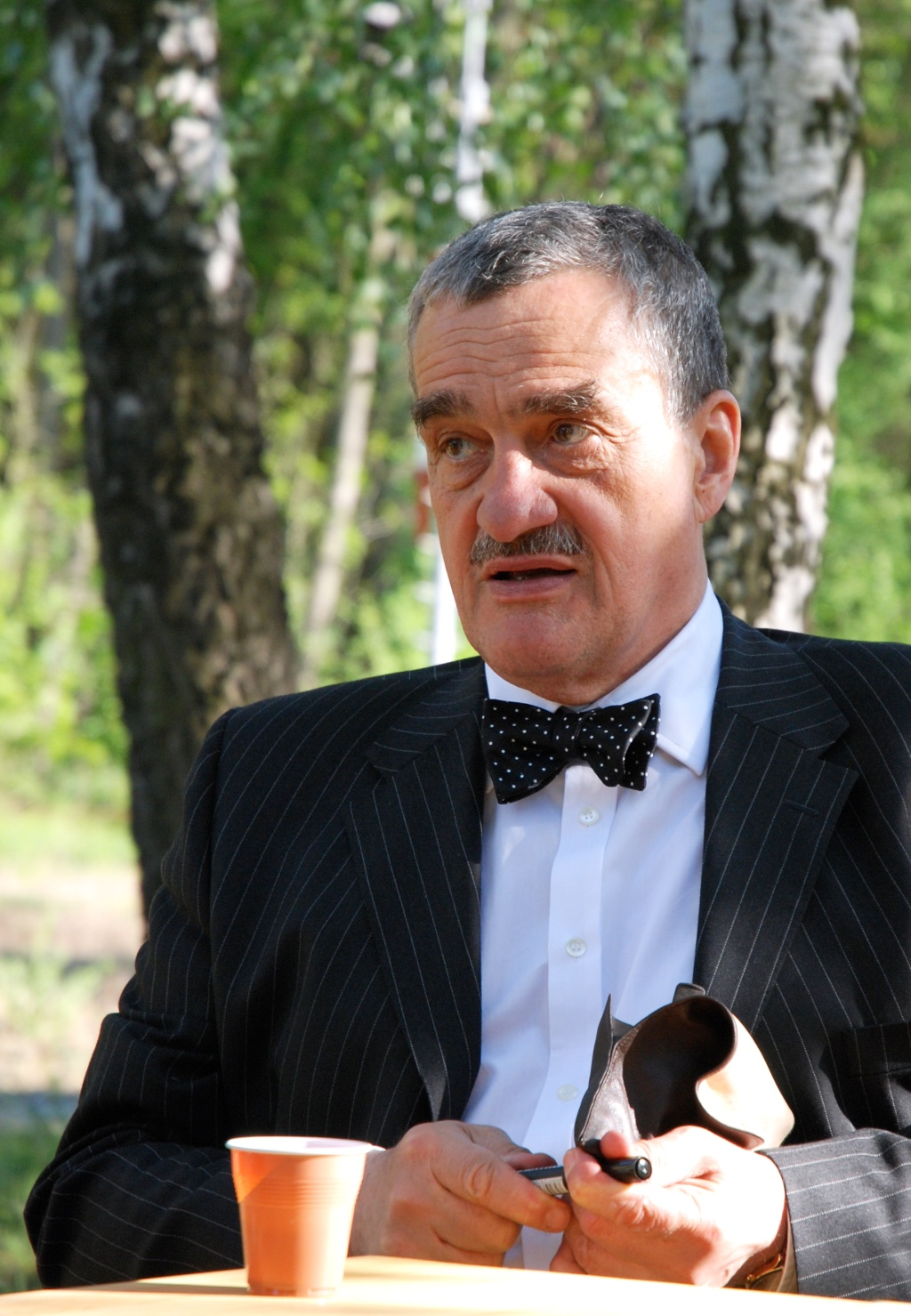
Karel, 12º Príncipe zu Schwarzenberg